# Stina Mörner-Paasche
Eva Christina (Stina) Mörner af Morlanda-Paasche, född 2 oktober 1889 i Stockholm, död 1993, var en svensk grevinna, sjuksköterska, målare och grafiker.
Hon var dotter till professor Karl Mörner och Fanny Viktoria Christina Ekengren samt från 1928 gift med Fredrik Paasche och mor till botanikern Eystein Paasche samt syster till ingenjören Stellan Mörner. Hon studerade konst vid Kungliga konsthögskolan 1908–1910 där hon även deltog i Axel Tallbergs etsningskurs därefter fortsatte hon sina studier i München och Paris 1911–1912 och vid återkomsten till Stockholm fortsatte hon sina studiet för Tallberg. Hon medverkade i utställningar med Sveriges allmänna konstförening och Grafiska sällskapet. Hennes konst består av etsningar och torrnålsgravyrer med varierande motiv. Hon var aktiv inom   Fogelstadförbundet och aktiv fredskämpe. Mörner-Paasche är representerad vid Karolinska institutet i Stockholm och i Sigrid Undsets samling Bjerkebæk, Lillehammer.
Postumt utgavs 1996 hennes Minnen från Kungsholmen.